# Südjemen-Aufstand

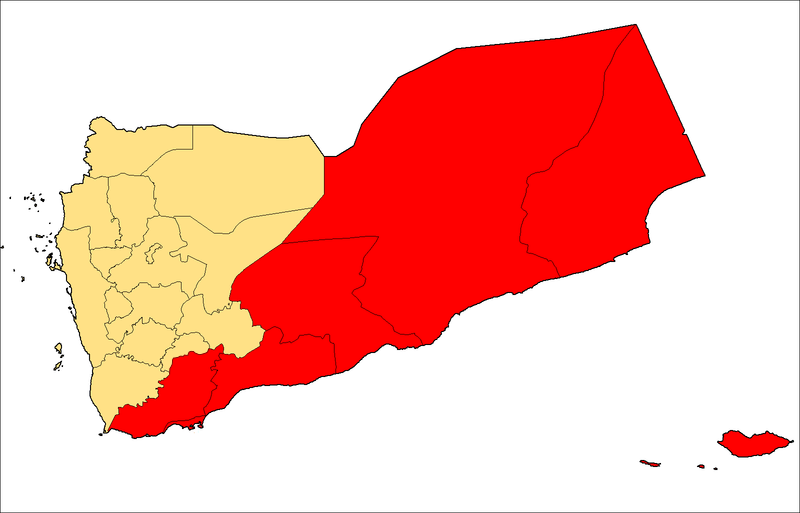
Ehemalige Demokratische Volksrepublik Jemen, heute angestrebter Staat der Separatisten im Südjemen

Der Südjemen-Aufstand begann offen am 27. April 2009, am offiziellen Unabhängigkeitstag des ehemaligen Südjemens, mit Protesten und Angriffen auf Regierungskräfte des Jemen.
Es gab eine seit 2007 im ganzen Süden ansteigende Spannung, da die Unabhängigkeitsbewegung des Südens an Stärke gewonnen hatte. Es fing damit an, dass frühere Militäroffiziere des Südens, in den Pflichtruhestand gezwungen, höhere Pensionszahlungen verlangten. Die Protestler haben Präsident Ali Abdullah Salih der Korruption angeklagt und offen die Unabhängigkeit von seiner Regierung in der Hauptstadt Sanaa in einer nördlichen Bergregion gefordert. Der Aufstand findet gleichzeitig mit schweren Kämpfen mit schiitischen Aufständischen im Norden des Landes statt. 1994 gab es einen anderen erfolglosen Versuch des Südens, die ehemalige Demokratische Volksrepublik Jemen (DVRJ, Südjemen) wiederherzustellen.
Der Kommandeur der südjemenitischen sozialistischen Separatisten ist der ehemalige VDRJ-Premier Ali Salim al-Baidh, sein Vorgänger Ali Saleh al-Yafee verstarb im Jahr 2010. Seither steht ihm Tareq al-Fadhli beiseite.
Bislang sind 30 Sicherheitskräfte getötet worden.
 Aufseiten der Separatisten sind mehr als 400 vermisst. Insgesamt wurden bis zum 12. März 2010 mehr als 70 an dem Konflikt weitgehend unbeteiligte getötet.

## Aufständische
Die politische Bewegung hinter dem Aufstand ist eine Bewegung des Südens genannte sozialistische Gruppe. Von südjemenitischen Führungs- und Oppositionspersönlichkeiten angeführt, ruft diese Gruppe zu friedlichen Protesten auf. Diese Proteste haben sich jedoch in letzter Zeit oft in Ausschreitungen verwandelt, manche mit bewaffneten Kämpfern. Überdies wird der Aufstand von islamistischen Gruppen, ehemaligen Militärbefehlshabern und südjemenitischen Stämmen durchgeführt. Es gibt mehrere dschihadistische Bewegungen, die im Südjemen aktiv sind, von denen einige zu al-Qaida gehören, insbesondere eine Aden-Abyan Islamic Army genannte Gruppe und Anhänger des Tariq al-Fadhli. Naser al-Wahishi, der Führer von Al-Qaida auf der Arabischen Halbinsel, äußerte seine Unterstützung für die südjemenitische Unabhängigkeitsbewegung. Die sozialistischen Führer des South Yemen Movement haben jedoch wiederholt jegliche Verbindungen zu al-Qaida bestritten. Einige haben behauptet, dass die Regierung Salihs al-Qaida verwendet, um ausländische Unterstützung gegen Aufständische im Norden und Süden zu bekommen.

## Chronik
- 28. April 2009: 14 Personen werden verletzt und 1 Soldat wird getötet, als separatistische Kämpfer eine Kontrollstelle in Mukalla angreifen. Dies war der 7. Soldat, der in sezessionistischer Gewalt des Südjemen getötet wurde.[9]
- 3. Mai: Ein Mann wird getötet und 4 werden in einem von separatistischen Milizen durchgeführten Bombenanschlag verletzt.[10]
- 4. Mai 2009: Bewaffnete südjemenitische Protestierende überfielen eine Militärbasis, wobei 1 Soldat getötet wurde.[11]
- 8. Juni 2009: 2 Menschen wurden getötet und 4 während Protesten im Süden verwundet, was die Summe der Todesfälle auf 11 Soldaten und 11 Zivilisten brachte.[12]
- 25. Juli 2009: 1 Person getötet und 4 verletzt, als Protestierende mit der Polizei in Dhaleh zusammenstoßen.[5]
- 28. Juli 2009: 4 jemenitische Soldaten werden getötet, als bewaffnete Männer eine Regierungskontrollstelle im Süden angreifen. Es wurde gesagt, dass Unterstützer des Tareq al-Fadhli, eines islamistischen Führers, der zu Protesten als Reaktion auf den Tod von 16 Menschen bei einer separatistischen Kundgebung aufgerufen hatte, dafür verantwortlich waren.[5]
- 25. Oktober 2009: Bewaffnete griffen ein Fahrzeug, das die Leiche eines in Sa'da getöteten Soldaten beförderte, aus dem Hinterhalt an, bei diesem Angriff wurden 2 Soldaten getötet und 3 verletzt.[13]
- 1. November 2009: Bewaffnete Rebellen griffen das Hauptquartier des Sicherheitskorps in Abyan, wobei 1 Soldat getötet wurde und der stellvertretende Gouverneur von Abyan, Adel Hamoud al-Sabri, entführt wurde.[14]
- 25. November 2009: Bei Zusammenstößen zwischen Sicherheitskräften des Jemen und Demonstranten kamen fünf Menschen ums Leben, darunter 2 Soldaten, 10 Menschen wurden verletzt.[15]
- 10. Januar 2010: Südjemeniten führten einen Generalstreik und große Proteste durch, was sie als Unterdrückung durch das Regime Ali Abdullah Salihs bezeichneten.[16]
- 13. Januar 2010: – Ein L-39[17]-Düsenjäger stürzte in Aden ab, wobei ein technischer Fehler für den Vorfall verantwortlich gemacht wurde, wie aus Sicherheitskreisen verlautete. Der Pilot überlebte, fügten die Quellen hinzu, aber Augenzeugen berichteten, den Jet sehr dicht über dem Boden fliegen gesehen zu haben, und fügten hinzu, dass der Pilot gestorben sein könnte, nachdem kein Fallschirm nach dem Crash in einem unbewohnten Gebiet gesehen worden war. Viele Düsenjäger flogen über dem Gouvernement Abyan an dem Tag, als eine Demonstration vor dem Haus von Tariq Al-Fadhli durch die südjemenitische Bewegung organisiert wurde.[18]
- 24. Januar 2010: In der südlichen Provinz Shabwa im Jemen wurden drei Männer der jemenitischen Sicherheitskräfte während eines Angriffs auf ein Checkpoint getötet.[19]
- 25. Januar 2010: Während Unruhen wurde ein Polizist getötet. Elf Polizisten und drei  Schulkinder werden verletzt.[20]
- 27. Januar 2010: Separatisten erschießen einen Polizisten in Al-Ghaydah.[21]
- 1. Februar – 24. Februar 2010: 130 Separatisten werden im Südjemen verhaftet.
- 2. Februar 2010: ein bewaffneter, unbekannter Täter tötet in Ayban den jemenitischen Oppositionellen Ahmed Saeed Abdullah bin Daoud, der Mitglied der Jemenitischen Sozialistischen Partei war.[22]
- 13. Februar 2010: Unruhen in Al-Hawtah, der Hauptstadt vom Lahij Governorate, ein Demonstrant kam ums Leben, 7 Menschen, darunter 5 Polizisten, wurden verletzt. Nach Ali Ammar, Sicherheitsbeauftragter in al-Hawta: „Separatisten blockierten die Straßen, eröffneten wahllos das Feuer und schleuderten eine Handgranate auf eine Sicherheitspatrouille, ein Bürger kam ums Leben, andere wurden verletzt.“[23]
- 17. Februar 2010: Tareq al-Fadhli kündigte an, dass ab dem 20. Februar die nächste Phase des südjemenitischen Aufstands mit Massenprotesten und einer Kampagne für zivilen Ungehorsam beginnen würde.[24]
- 20. Februar 2010: Separatisten töteten den Direktor einer Einheit der Kriminalpolizei und einen seiner Wachen in einem Angriff aus dem Hinterhalt auf seinen Wagen, eine andere Person kam ums Leben, drei weitere Menschen wurden verletzt. Es kam außerdem zu Zwischenfällen zwischen Sicherheitskräften und bewaffneten Männern in der Provinz von al-Dalea.[25]
- 22. Februar 2010: Faris Al-Dhama, ein südjemenitischer Aktivist, wird verhaftet und ermordet.[26]
- 23. Februar 2010: Ein Soldat wird durch bewaffnete Separatisten in der Provinz von Al-Dalea ermordet.[27]
- 26. Februar 2010: In der Provinz von Abyan gerät ein Polizist in einen Hinterhalt und wird dabei erschossen.[28]
- 27. Februar: Jemen erklärt den Notstand in Dalea, um weitere Gewalttaten in dieser Stadt zu verhindern.[29]
- 1. März 2010: ein südjemenitischer Aktivist, der beschuldigt wurde, Beziehungen zu Al-Qaida zu haben, kam nebst Frau, Sohn und Tochter sowie zwei Polizisten während der Erstürmung seines Hauses ums Leben. Ein anderer Polizist wurde verletzt.[30] Etwa 19 Menschen kommen bei einer Explosion in einem Wohnhaus der Stadt Taʿizz ums Leben.[31]
- 11. März 2010: Zwei Personen kamen ums Leben und 10 weitere (darunter 6 Polizisten) wurden während Demonstrationen im Süden des Jemen verletzt.[32]
- 1. April 2010: Bis zu 40 Häftlinge flüchten, nachdem eine Bombe in einem Gefängnis von Daleh hochgegangen war.[33]
- 15. April: Zwei Personen wurden in der Stadt Daleh verletzt, als die Polizei Demonstranten auseinandertrieb. Letztere antworteten mit Steinen.[34]
- 25. April 2020: Der Übergangsrat des Südens (STC, Southern Transitional Council) hisst erneut die alte Südflagge und ruft die Autonomie seines Gebietes aus.[35]  Der STC hatte sich im selben Monat von den Waffenstillstandsgesprächen mit den Huthi-Rebellen ausgeschlossen gefühlt und beschlossen, das Schicksal des Südens in seine eigene Hand zu nehmen. Folgerichtig übernahm er das Gebäude der Zentralbank sowie einige Ministerien in Aden.